# Robert Mayer (Tänzer)
Robert Mayer (* 10. März 1911 in Eberstadt; † 2005) war ein deutscher Tänzer, Choreograph und Ballettmeister.

## Leben und Werk
Robert Mayer studierte in Karlsruhe zwei Jahre Tanz und setzte danach sein Studium in Paris fort. Nach Karlsruhe zurückgekehrt, schloss er innerhalb von drei Jahren unter Valeria Kratina seine Tanzausbildung ab. Seine erste Anstellung erhielt er als erster Solotänzer in Wiesbaden. 1937 wechselte Mayer als „klassischer“ Solotänzer an die Semperoper nach Dresden. Daneben war er auch an der Tanzschule von Mary Wigman. Im Film Friedemann Bach von 1941 trat er als Nicolini auf. Später war er auch als Choreograph und Ballettmeister tätig.